# Sint-Niklaaskerk (Slijpe)

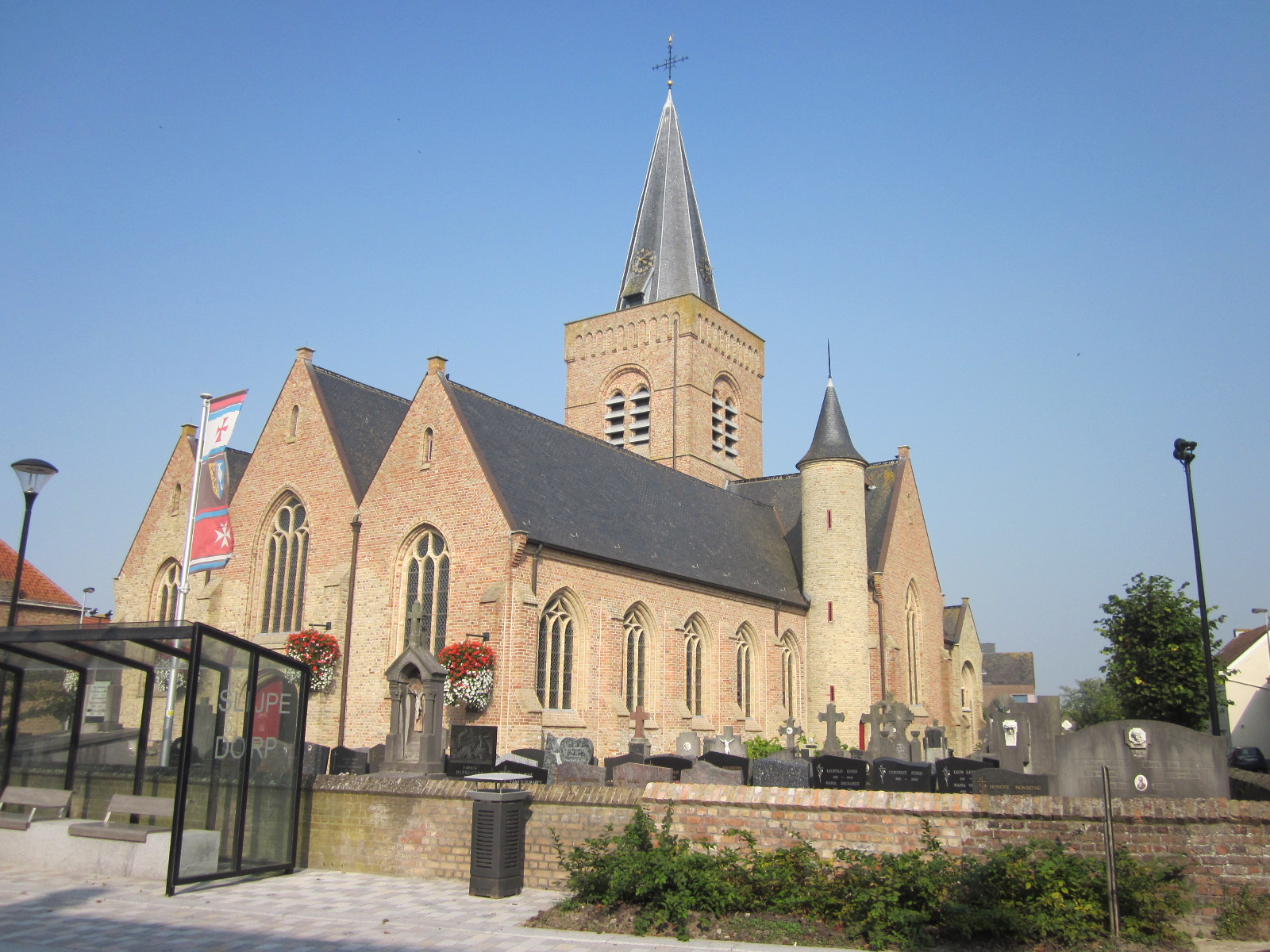
Sint-Niklaaskerk

De Sint-Niklaaskerk is de parochiekerk van de tot de West-Vlaamse gemeente Middelkerke behorende plaats Slijpe, gelegen aan de Diksmuidestraat.

## Geschiedenis
Er bestond een laatgotisch kerkgebouw. Dit werd in 1822 getroffen door brand waarbij met name de oostelijke zijde van de kerk en de toren schade opliepen. In 1829 werd de kerk hersteld, en tevens verkleind. In 1896 werd de kerk gerestaureerd en uitgebreid naar ontwerp van Jules Soete.
De kerk werd beschadigd tijdens de Eerste Wereldoorlog en in 1919 hersteld onder leiding van Theo Raison. De kerk is versierd met muurschilderingen die herinneren aan de commanderij van Slijpe en hun tempeliers.

## Gebouw
Het betreft een driebeukige hallenkerk met transept en vieringtoren, uitgevoerd in gele baksteen. De vieringtoren heeft een vierkante plattegrond. Het interieur wordt overwelfd door spitstongewelven. Tegen het transept bevindt zich een ronde traptoren.
De kerk wordt omgeven door een kerkhof.
Tegen de oostgevel bevindt zich een 18e-eeuws calvariekruis. Het doopvont is 17e-eeuws. In de zuidelijke transeptarm is een Lourdesgrot.

## Galerij

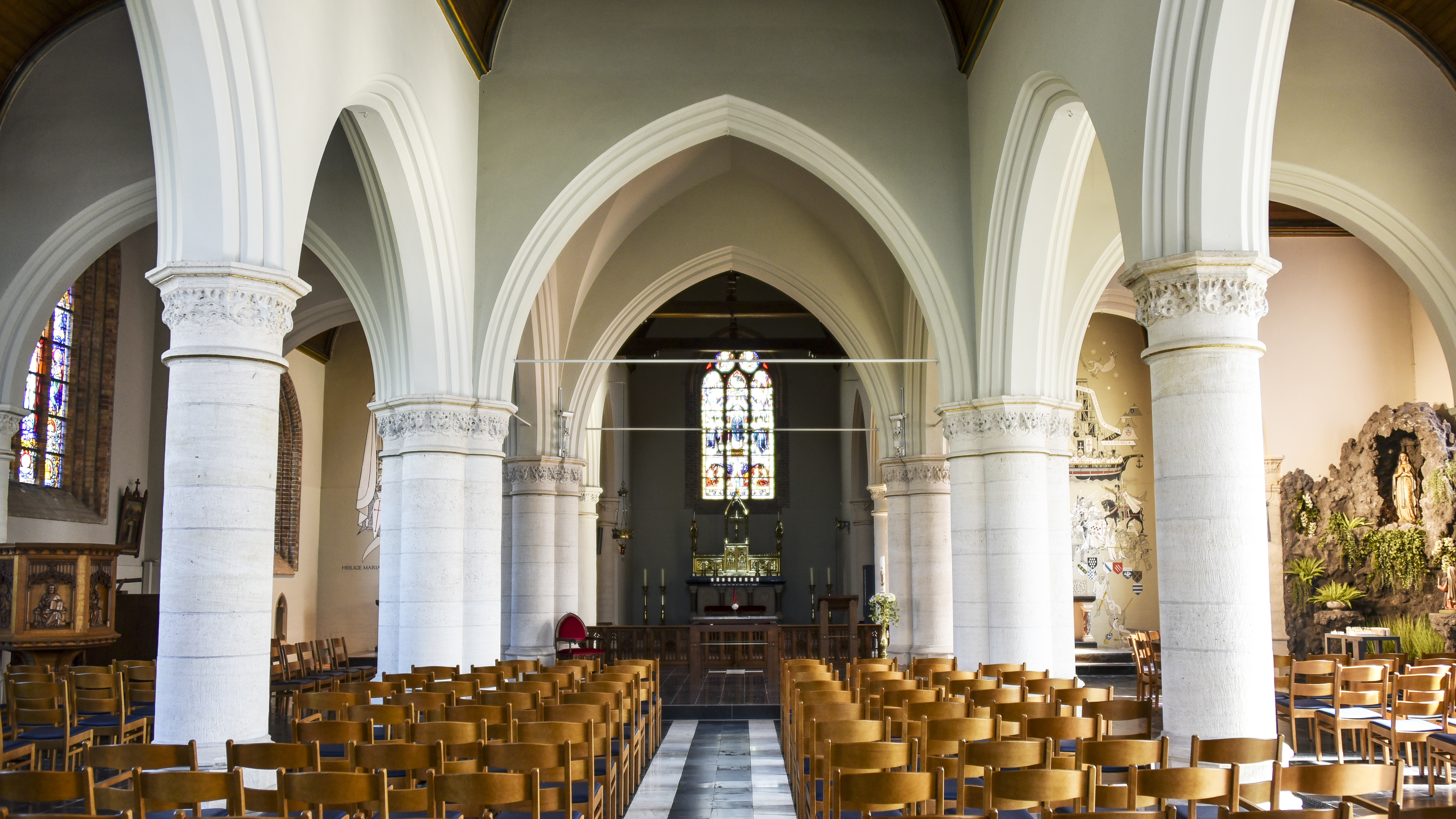
Kerkschip
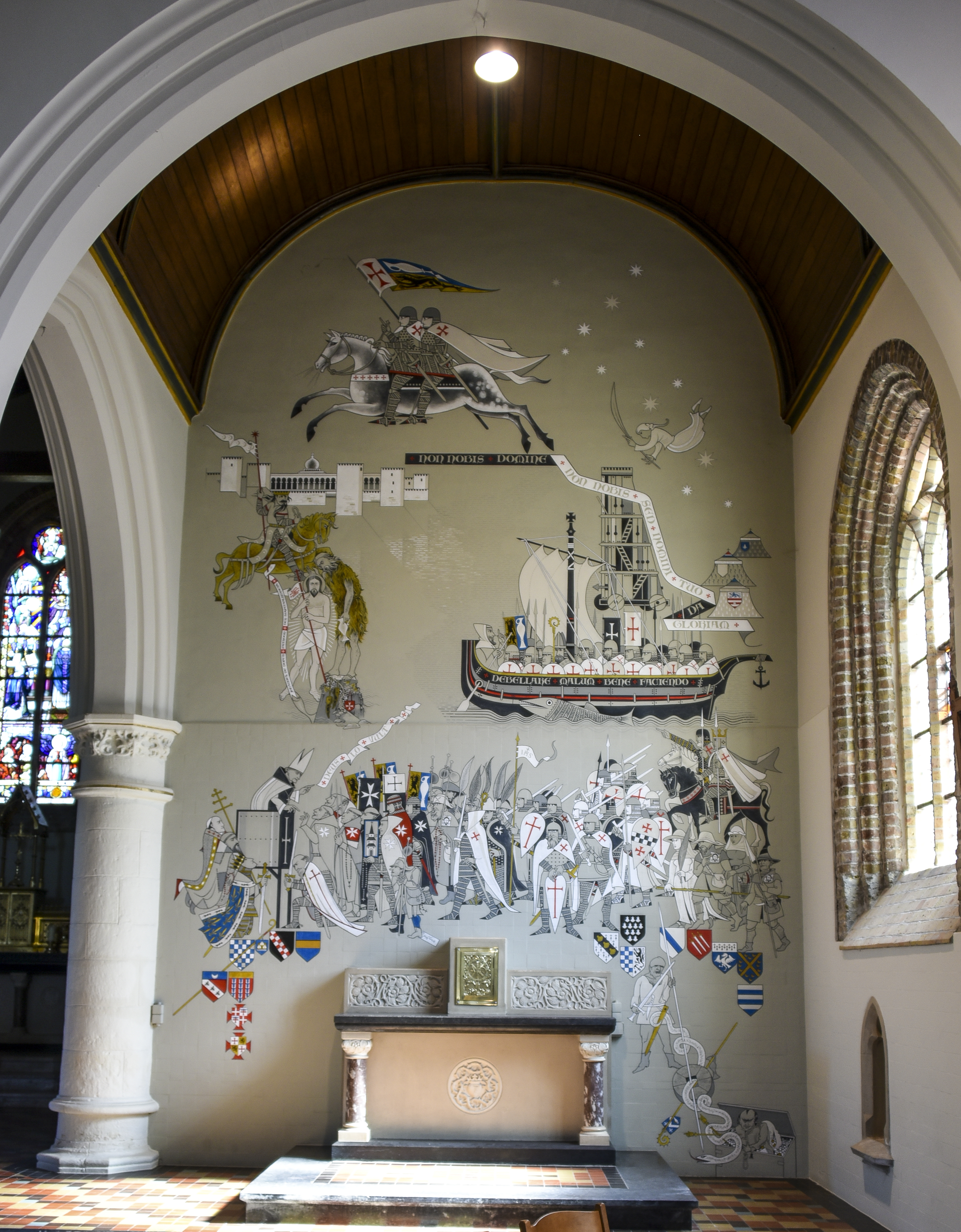
Herinnering aan de commanderij en de tempeliers van Slijpe
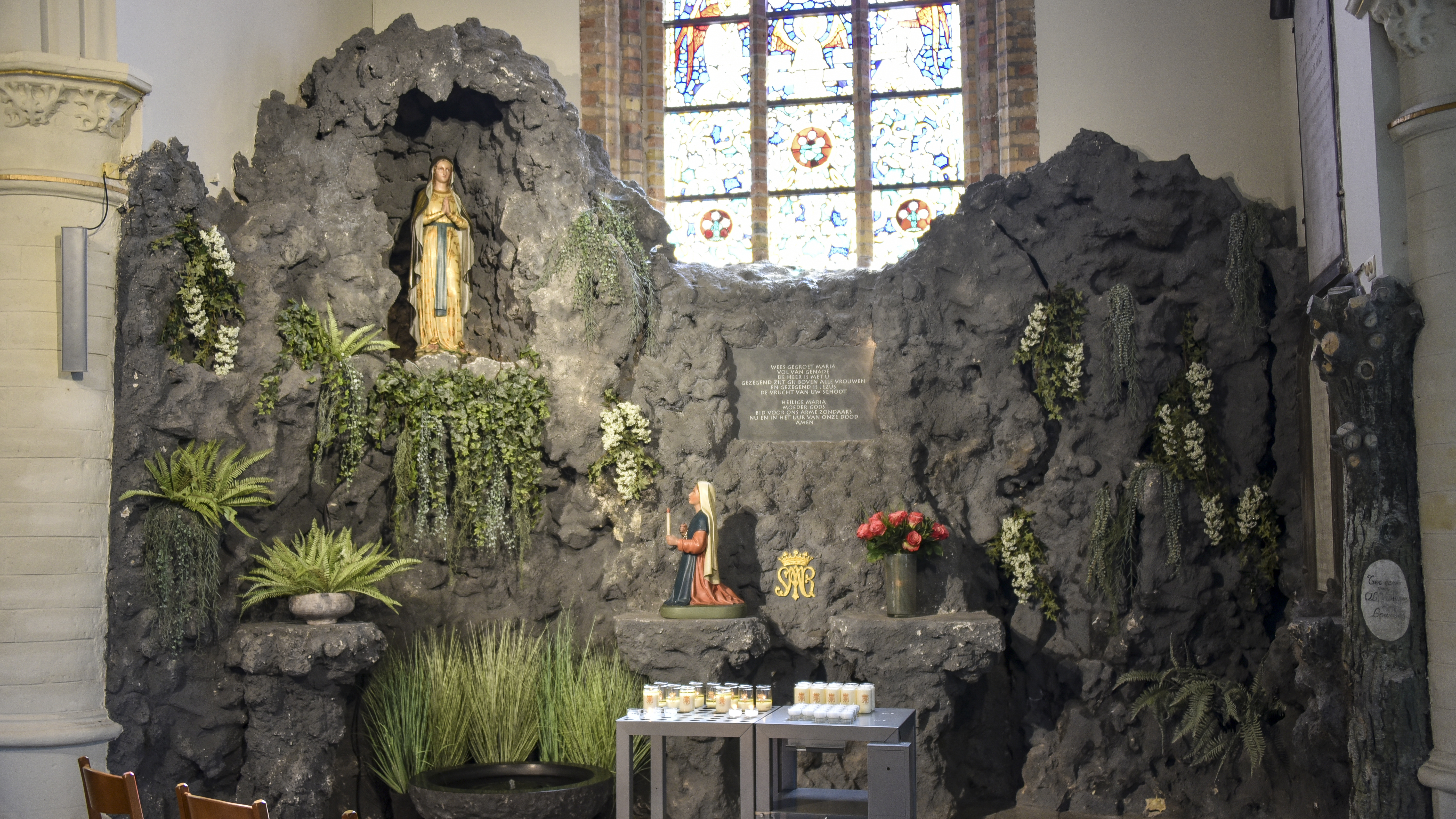
Lourdesgrot